# برنو (جمهوری چک)
برنو (چکی: Brno ; آلمانی: Brünn) مرکز استان موراویای جنوبی و از لحاظ شمار جمعیت و مساحت دومین شهر بزرگ جمهوری چک پس از پراگ است. منطقه شهری برنو بیش از ۶۰۰٬۰۰۰ نفر جمعیت دارد. برنو که در محل تلاقی دو رودخانه اسویتاوا و سوراتکا واقع شده، ۳۸۰٬۰۰۰ نفر جمعیت دارد و یکی از ۱۰۰ شهر بزرگ اتحادیه اروپا است.
این شهر مقر مراجع قضایی کل جمهوری چک و نیز چندین سازمان مدیریتی و دولتی است.
برنو با داشتن ۳۳ دانشکده، متعلق به ۱۳ انستیتوی تحصیلات تکمیلی بوده و مرکز مهمی از لحاظ آموزش حرفه‌ای و تحصیلات تکمیلی است.
نمایشگاه بین‌المللی برنو که در سال ۱۹۲۸ تأسیس شد یکی از بزرگ‌ترین نمایشگاه‌های اروپا است.
برنو میزبان مسابقات موتورسواری و اتوموبیل‌رانی در پیست ماساریک است، سنتی که در ۱۹۳۰ تأسیس شد و رقابت‌های جایزه بزرگ موتورسواری آن یکی از معتبرترین مسابقات است. مراسم فرهنگی دیگر مسابقه آتش‌بازی بین‌المللی ایگنیس برونسیس روزانه ده‌ها هزار بازدید کننده را جلب می‌کند.
پربازدیدترین عمارت قرون وسطاییِ قلعه اشپیلبرگ و کلیسای جامع سنت پطرس و سنت پل در تپه پترُو هستند، که بر شهر مشرف بوده و اغلب به عنوان نمادهای سنتی شهر به تصویر کشیده می‌شوند. قلعه بزرگ دیگر حفظ شده در نزدیکی شهر، قلعه وورژی در مخزن سد برنو است. یکی دیگر از بناهای معماری برنو، ویلای توگندهات، در فهرست میراث جهانی یونسکو ثبت شده‌است.
یکی از جاذبه‌های طبیعی برنو، کارست موراوی است. این شهر عضو شبکه شهرهای خلاق یونسکو است و در سال ۲۰۱۷ به عنوان «شهر موسیقی» ثبت شده‌است.
این شهر خاستگاه تفنگ برنو است.

## پیشینه
برنو تا زمان ناپلئون به عنوان دژی دفاعی به‌شمار می‌آمد و در سال ۱۲۴۳ به عنوان شهر رسمیت یافت. در سال ۱۸۰۵ در ۲۰ کیلومتری برنو نبرد آسترلیتز روی داد. کمی پس از آغاز انقلاب صنعتی، شهر برنو که در قلمرو اتریش قرار داشت یکی از مراکز صنعتی اتریش شد. این شهر تا امروز هم‌چنان یکی از مهم‌ترین کارخانه‌های تفنگ‌سازی اروپا را در خود جای داده و خاستگاه تفنگ برنو است.
برنو پس از پایان جنگ جهانی اول جزئی از جمهوری چکسلواکی شد و در آن زمان ۵۵ هزار آلمانی‌زبان در این شهر زندگی می‌کردند که پس از پایان جنگ جهانی دوم این اقلیت از برنو اخراج شده و به اتریش فرستاده‌شد. از زمان جدایی چک و اسلواکی در ۱ ژانویه ۱۹۹۳ این شهر بخشی از جمهوری چک است.
مرکز شهر برنو به خاطر حفظ آثار تاریخی و هم‌چنین معماری نوگرایانه خود به ویژه به دلیل وجود ویلا توگندهات مشهور است.

### قرن بیستم و گسترش برنو

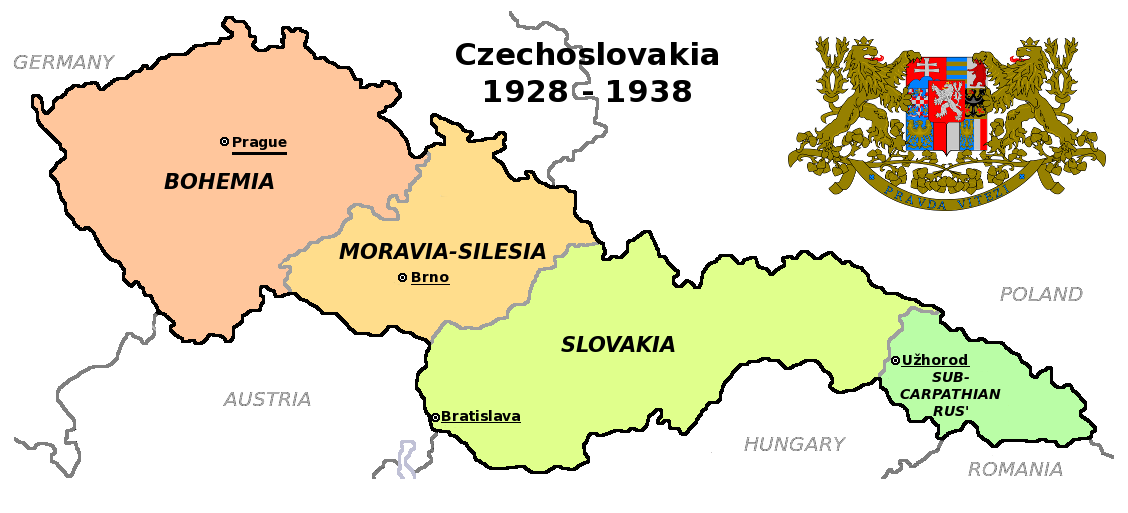
سرزمین‌ها و پایتختهای آنها متعلق به اولین جمهوری چکسلواکی

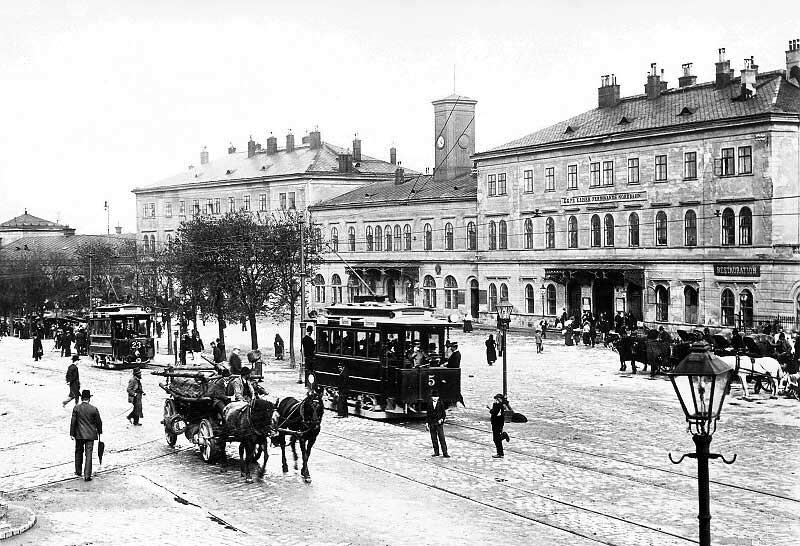
ایستگاه مرکزی راه‌آهن، سال ۱۹۰۱

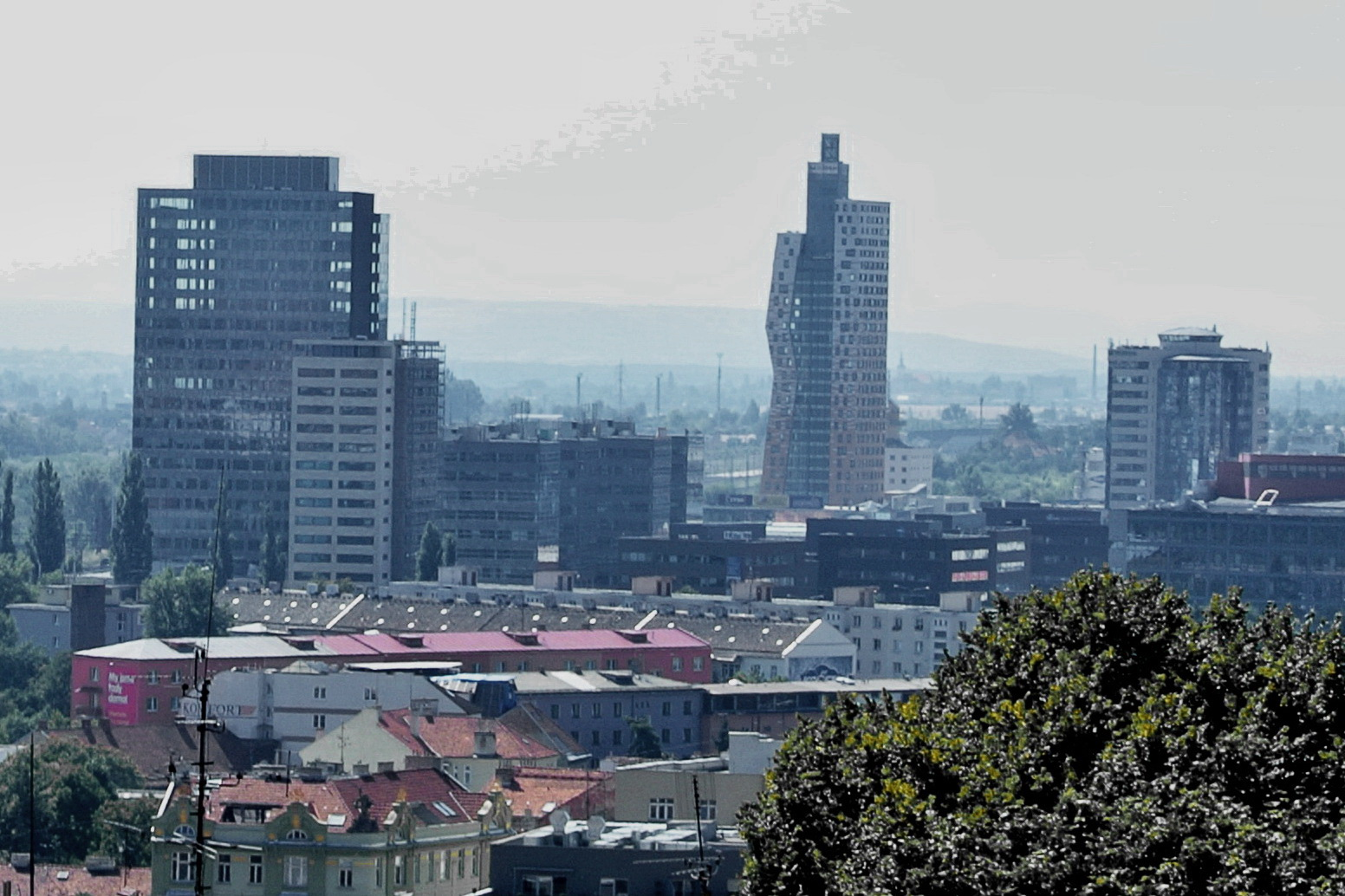
ساختمانهای بلند

در سال ۱۹۰۰ حدود ۶۳ درصد مردم برنو به آلمانی صحبت می‌کردند، برخلاف حومه شهر که غالباً چکی زبان بودند. در آن زمان زندگی در این شهر دوزبانی بود و واژه‌ها و اصطلاحات چکی و آلمانی در هم آمیخته بود.
در سال ۱۹۱۹، بعد از جنگ جهانی اول دو شهر همسایه، کرالوو و هوسوویتسه، و ۲۱ شهرک دیگر به برنو پیوستند و این شهر بسیار گسترش یافت. در دوران اشغال سرزمینهای چکی توسط آلمانی‌ها بین سالهای ۱۹۳۹ تا ۱۹۴۵، کلیه دانشگاه‌های جمهوری چک و شهر برنو توسط نیروهای نازی به حالت تعطیلی کامل درآمد. آنها حدود ۳۵۰۰۰ شهروند چکی، آمریکایی و بریتانیایی را در جریان جنگ زندانی و شکنجه کردند و حدود ۸۰۰ شهروند توسط نیروهای نازی در معرض عموم اعدام شدند.

## آموزش
طی دو دهه اخیر برنو به یک شهر مهم آموزشی و آکادمیک در مرکز اروپا تبدیل شده‌است، بطوریکه تعداد دانشجویان موسسات آموزش عالی در این شهر در سال ۲۰۱۰ به ۸۹٬۰۰۰ نفر رسیده‌است. همچنین در این شهر موسسات و مراکز علمی و آموزشی زیادی راه‌اندازی شده‌اند که در حوزه تحقیق و توسعه فعالیت گسترده‌ای دارند، از آن جمله می‌توان به مؤسسه مرکزی فناوری اروپا و نیز مرکز بین‌المللی تحقیقات بالینی در برنو اشاره کرد. این شهر جایگاه ویژه‌ای را در زمینه‌های مختلف علوم و مهندسی، به ویژه در توسعه نرم‌افزار به دست آورده‌است. تعدادی از شرکت‌های متمرکز بر توسعه سیستم‌های عامل در برنو وجود دارد، به عنوان مثال شرکت‌های ای‌وی‌جی و آی‌بی‌ام و FEI و AT&T و هانی‌ول و زیمنس و SGI و رد هت و موتورولا و غیره در برنو فعالیت دارند. شهر برنو دارای ۷ دانشگاه: دانشگاه ماساریک، دانشگاه فنی برنو، دانشگاه مندل، دانشگاه دامپزشکی و داروسازی برنو، آکادمی موسیقی و هنرهای نمایشی یاناچک، دانشگاه دفاع و دانشگاه بین‌المللی تجارت که در میان آنها دانشگاه ماساریک بوده و با دارا بودن بیش از ۴۰۰۰۰ دانشجو به عنوان بزرگ‌ترین دانشگاه شهر برنو و نیز دومین دانشگاه بزرگ جمهوری چک شناخته می‌شود. این دانشگاه دولتی دارای ۹ دانشکده و بیش از ۱۹۰ دپارتمان، مؤسسه و کلینیک است. دانشگاه ماساریک به عنوان یکی از مراکز مهم علمی و پژوهشی در جمهوری چک و اروپای مرکزی از طرف دانشجویان و اساتید از سرتاسر جهان مورد توجه ویژه‌ای قرار گرفته‌است.

## فستیوال
بزرگ‌ترین فستیوالی که در برنو بسیار مورد توجه است فستیوال آتش بازی بین‌المللی ایگنیس برونسیس (شعله‌های برنو) است که همه ساله در ماه ژوئن برگزار می‌شود. این مراسم در نوع خود یکی از بزرگ‌ترین جشنهای اروپا می‌باشد که در روز حدود ۲۰۰٬۰۰۰ از آن دیدن می‌کنند.

## نگارخانه
در برنو مشاهیر و دانشمندان بسیاری زندگی و فعالیت داشته‌اند. از آن جمله می‌توان به گرگور مندل (مؤسس علم ژنتیک)، ویکتور کاپلان (مخترع توربین کاپلان)، توماش ماساریک (رئیس‌جمهور چکسلواکی) و غیره اشاره کرد.

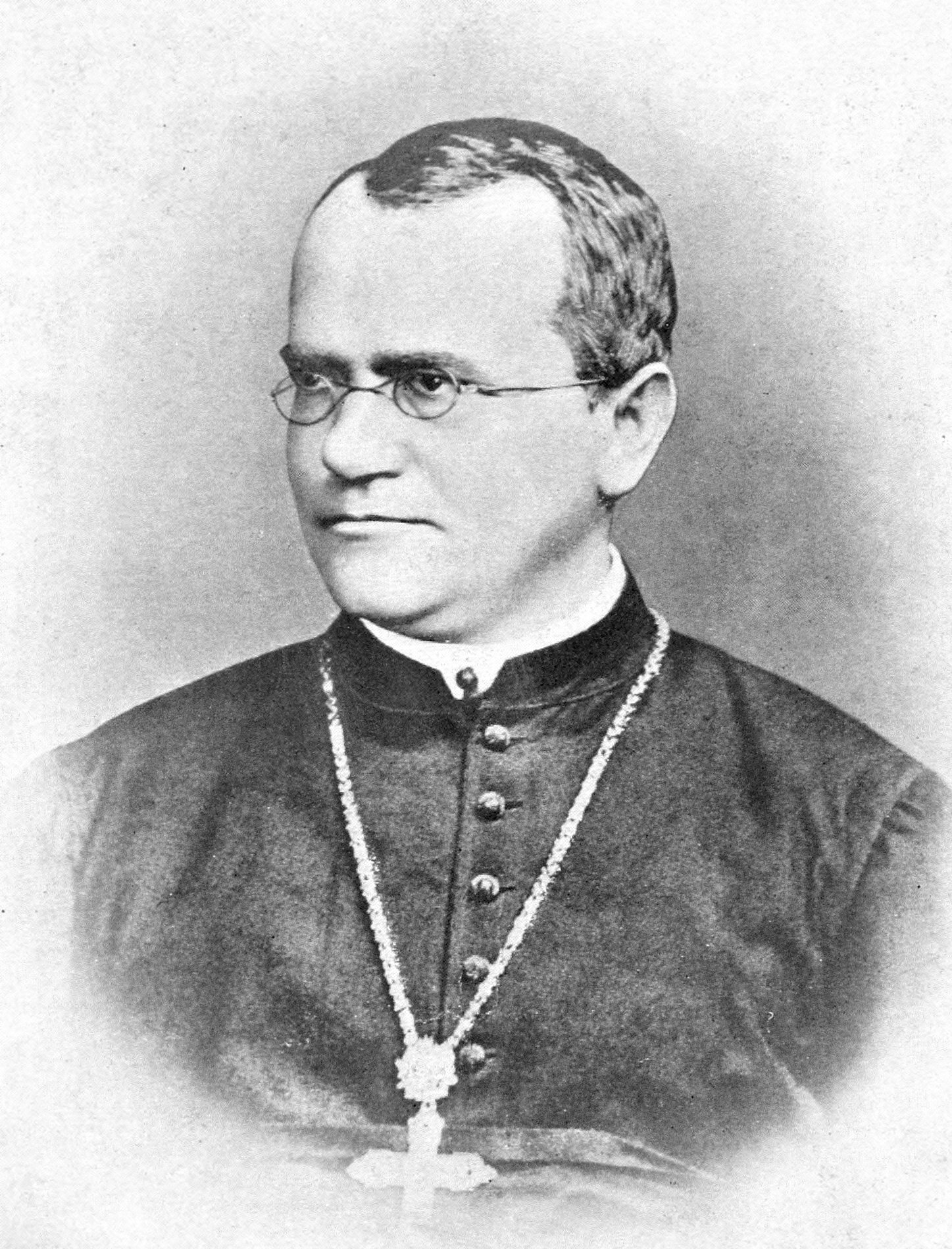
یوهان مندل، موسس علم ژنتیک
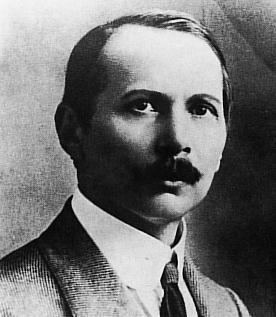
ویکتور کاپلان مبدع توربین کاپلان
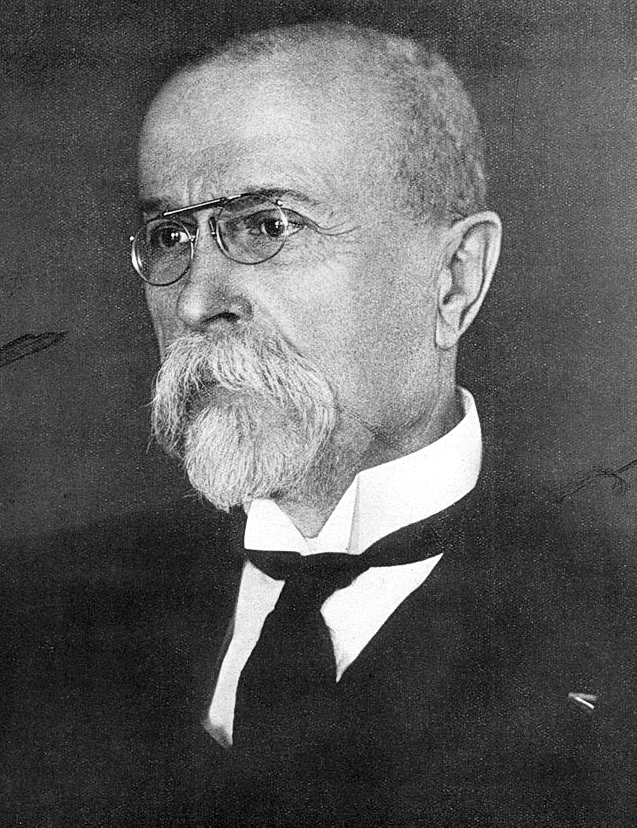
توماش ماساریک اولین رئیس‌جمهور چکسلواکی
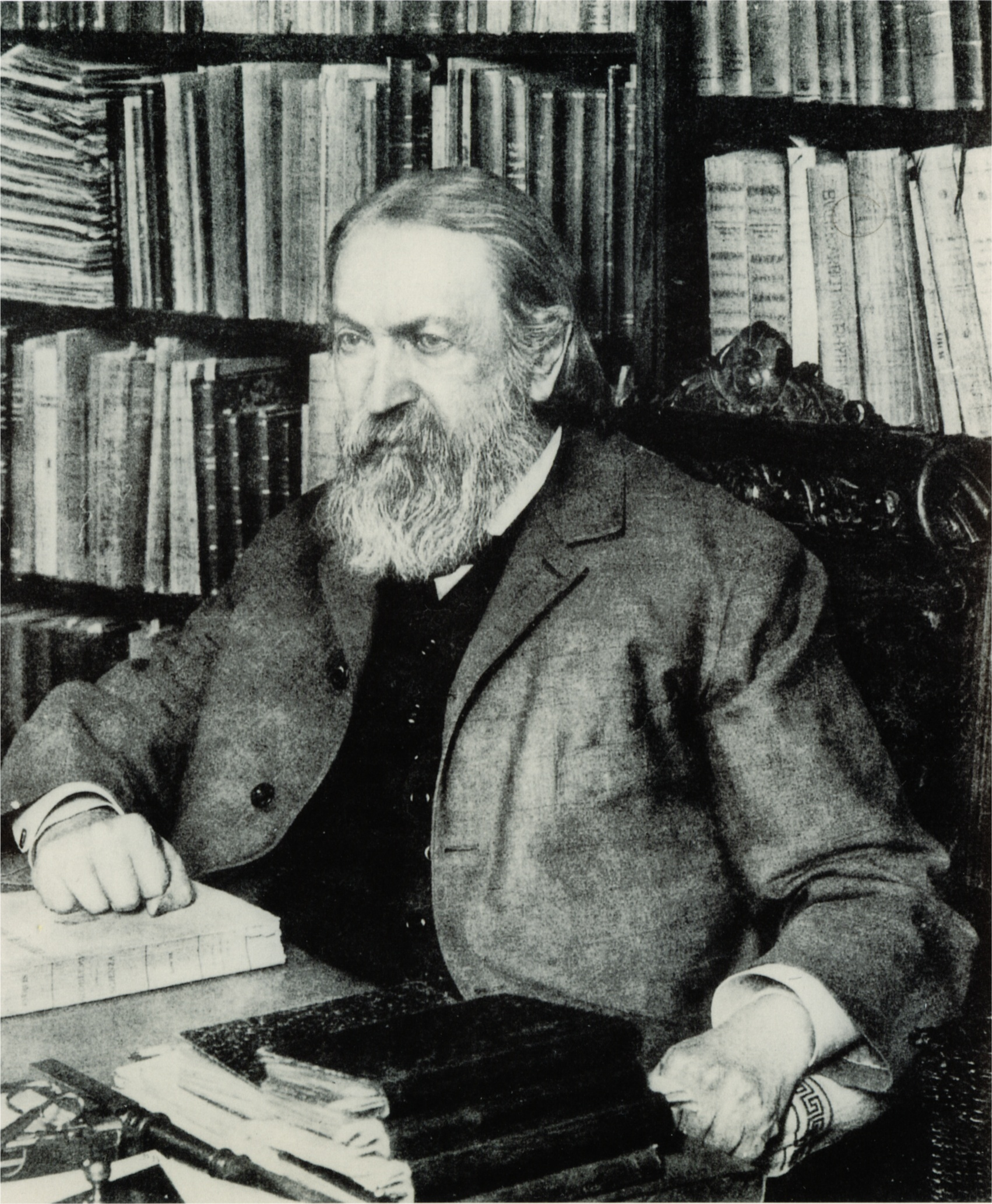
ارنست ماخ، فیزیک‌دان
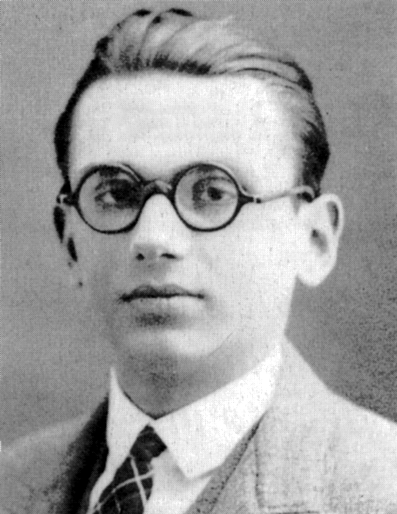
کورت گودل،  منطق دان
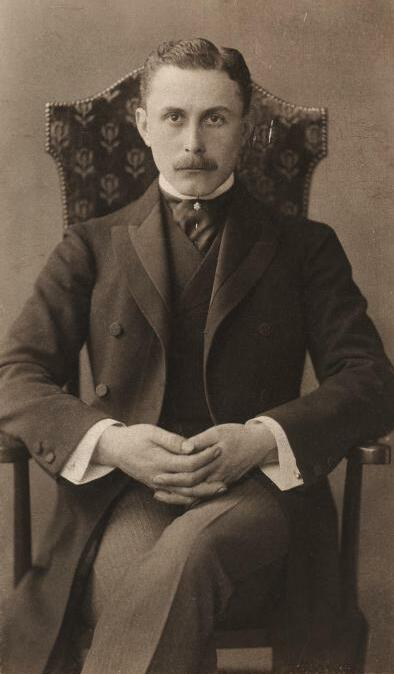
آدولف لوس، معمار

## موقعیت جغرافیایی و آب و هوا
برنو در قسمت جنوب شرقی جمهوری چک، واقع در محل تلاقی رودخانه‌های اسویتاوا و سوراتکا و همچنین احاطه شده توسط چندین نهر و جویبار آن از جمله پونُوکا و رژیچکا وجود دارد.
برطبق سامانه طبقه‌بندی اقلیمی کوپن، برنو دارای خط مرزی با آب و هوای اقیانوسی و اقلیم قاره‌ای مرطوب دارای زمستان‌های سرد و تابستان‌هایی گرم است.
برنو به عنوان بخشی از حوزه رود دانوب قرن‌ها است که در مسیر تجارت اروپای شمالی و جنوبی قرار گرفته‌است. این شهر رابطه‌ای دیرینه با وین با فاصله ۱۹۹ کیلومتری در جنوب برنو دارد. از دیگر همسایه‌های مهم برنو می‌توان به شهرهای پراگ، براتیسلاوا، وروتسواف، بوداپست و کراکوف اشاره کرد.
| داده‌های اقلیم Brno                       | داده‌های اقلیم Brno | داده‌های اقلیم Brno | داده‌های اقلیم Brno | داده‌های اقلیم Brno | داده‌های اقلیم Brno | داده‌های اقلیم Brno | داده‌های اقلیم Brno | داده‌های اقلیم Brno | داده‌های اقلیم Brno | داده‌های اقلیم Brno | داده‌های اقلیم Brno | داده‌های اقلیم Brno | داده‌های اقلیم Brno |
| ماه                                      | ژانویه             | فوریه              | مارس               | آوریل              | مه                 | ژوئن               | ژوئیه              | اوت                | سپتامبر            | اکتبر              | نوامبر             | دسامبر             | سال                |
| ---------------------------------------- | ------------------ | ------------------ | ------------------ | ------------------ | ------------------ | ------------------ | ------------------ | ------------------ | ------------------ | ------------------ | ------------------ | ------------------ | ------------------ |
| سابقهٔ بیش‌ترین °C (°F)                    | ۱۲٫۲ (۵۴)          | ۱۷٫۶ (۶۴)          | ۲۴٫۳ (۷۶)          | ۲۸٫۰ (۸۲)          | ۲۹٫۷ (۸۵)          | ۳۲٫۰ (۹۰)          | ۳۶٫۰ (۹۷)          | ۳۴٫۹ (۹۵)          | ۳۲٫۰ (۹۰)          | ۲۶٫۵ (۸۰)          | ۲۰٫۱ (۶۸)          | ۱۴٫۴ (۵۸)          | ۳۵٫۱ (۹۵)          |
| میانگین بیش‌ترین °C (°F)                  | ۰٫۲ (۳۲)           | ۳٫۱ (۳۸)           | ۸٫۵ (۴۷)           | ۱۴٫۴ (۵۸)          | ۱۹٫۵ (۶۷)          | ۲۲٫۶ (۷۳)          | ۲۴٫۵ (۷۶)          | ۲۴٫۲ (۷۶)          | ۲۰٫۲ (۶۸)          | ۱۴٫۱ (۵۷)          | ۶٫۶ (۴۴)           | ۱٫۹ (۳۵)           | ۱۳٫۳ (۵۶)          |
| میانگین روزانه °C (°F)                   | −۲٫۵ (۲۸)          | −۰٫۳ (۳۱)          | ۳٫۸ (۳۹)           | ۹٫۰ (۴۸)           | ۱۳٫۹ (۵۷)          | ۱۷٫۰ (۶۳)          | ۱۸٫۵ (۶۵)          | ۱۸٫۱ (۶۵)          | ۱۴٫۳ (۵۸)          | ۹٫۱ (۴۸)           | ۳٫۵ (۳۸)           | −۰٫۶ (۳۱)          | ۸٫۷ (۴۸)           |
| میانگین کم‌ترین °C (°F)                   | −۵٫۲ (۲۳)          | −۳٫۳ (۲۶)          | −۰٫۲ (۳۲)          | ۳٫۹ (۳۹)           | ۸٫۳ (۴۷)           | ۱۱٫۴ (۵۳)          | ۱۲٫۷ (۵۵)          | ۱۲٫۶ (۵۵)          | ۹٫۵ (۴۹)           | ۵٫۰ (۴۱)           | ۰٫۹ (۳۴)           | −۳٫۰ (۲۷)          | ۴٫۴ (۴۰)           |
| سابقهٔ کم‌ترین °C (°F)                     | −۲۴٫۱ (−۱۱)        | −۲۲٫۲ (−۸)         | −۱۸٫۶ (−۱)         | −۵٫۱ (۲۳)          | −۱٫۹ (۲۹)          | ۱٫۸ (۳۵)           | ۳٫۶ (۳۸)           | ۳٫۰ (۳۷)           | −۰٫۷ (۳۱)          | −۵٫۵ (۲۲)          | −۱۳٫۱ (۸)          | −۱۹٫۴ (−۳)         | −۲۴٫۱ (−۱۱)        |
| بارندگی میلی‌متر (اینچ)                   | ۲۴٫۶ (۰٫۹۷)        | ۲۳٫۸ (۰٫۹۴)        | ۲۴٫۴ (۰٫۹۶)        | ۳۱٫۵ (۱٫۲۴)        | ۶۱٫۰ (۲٫۴)         | ۷۲٫۲ (۲٫۸۴)        | ۶۳٫۷ (۲٫۵۱)        | ۵۶٫۳ (۲٫۲۲)        | ۳۷٫۶ (۱٫۴۸)        | ۳۰٫۷ (۱٫۲۱)        | ۳۷٫۴ (۱٫۴۷)        | ۲۷٫۱ (۱٫۰۷)        | ۴۹۰٫۳ (۱۹٫۳)       |
| بارش برف سانتی‌متر (اینچ)                 | ۱۷٫۴ (۶٫۹)         | ۱۲٫۴ (۴٫۹)         | ۵٫۲ (۲)            | ۰٫۶ (۰٫۲)          | ۰٫۰ (۰)            | ۰٫۰ (۰)            | ۰٫۰ (۰)            | ۰٫۰ (۰)            | ۰٫۰ (۰)            | ۰٫۰ (۰)            | ۴٫۵ (۱٫۸)          | ۱۲٫۵ (۴٫۹)         | ۵۲٫۶ (۲۰٫۷)        |
| میانگین روزهای بارندگی                   | ۶٫۰                | ۵٫۴                | ۵٫۳                | ۵٫۴                | ۸٫۳                | ۹٫۱                | ۹٫۰                | ۷٫۳                | ۵٫۵                | ۵٫۱                | ۷٫۰                | ۶٫۳                | ۷۹٫۷               |
| درصد رطوبت                               | ۸۴                 | ۸۱                 | ۷۳                 | ۶۵                 | ۶۷                 | ۶۹                 | ۶۷                 | ۶۸                 | ۷۳                 | ۷۸                 | ۸۴                 | ۸۵                 | ۷۵                 |
| میانگین روزانه ساعت‌های تابش آفتاب        | ۴۵٫۳               | ۷۱٫۶               | ۱۲۱٫۱              | ۱۶۹٫۰              | ۲۱۹٫۵              | ۲۲۰٫۸              | ۲۳۵٫۰              | ۲۱۷٫۸              | ۱۶۲٫۱              | ۱۲۳٫۹              | ۵۱٫۳               | ۳۹٫۹               | ۱٬۶۷۷٫۳            |
| منبع شماره ۱: سازمان جهانی هواشناسی (UN) |                    |                    |                    |                    |                    |                    |                    |                    |                    |                    |                    |                    |                    |
| منبع شماره ۲: اداره ملی اقیانوسی و جوی   |                    |                    |                    |                    |                    |                    |                    |                    |                    |                    |                    |                    |                    |

## ورزش

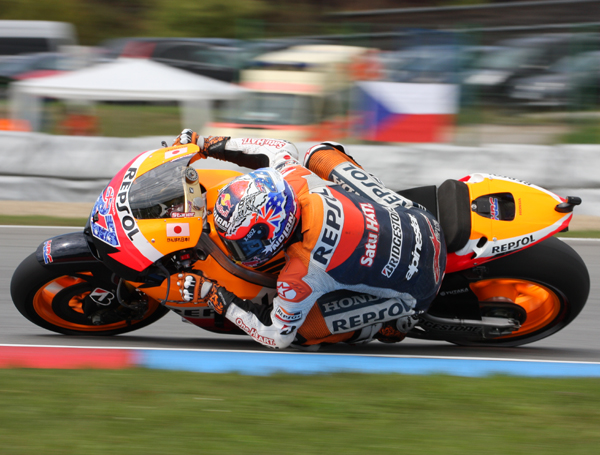
Casey Stoner در رقابت‌های جایزه بزرگ موتورسواری برنو

شهر برنو پیشینه تاریخی در برگزاری مسابقات سرعت دارد. در این بین، پست ماساریک از سال ۱۹۶۵ میزبان مسابقات قهرمانی موتو جی پی می‌باشد. همچنین اسب سواری و هاکی روی یخ از جمله ورزش‌های محبوب بین زنان و مردان است و باشگاه‌های متعددی در این زمینه فعالیت دارند.

## حمل و نقل
ترابری عمومی در برنو مشتمل بر ۱۲ خط تراموا، ۱۳ خط اتوبوس برقی و تقریباً ۴۰ خط اتوبوس و ۱۱ خط شبانه است.

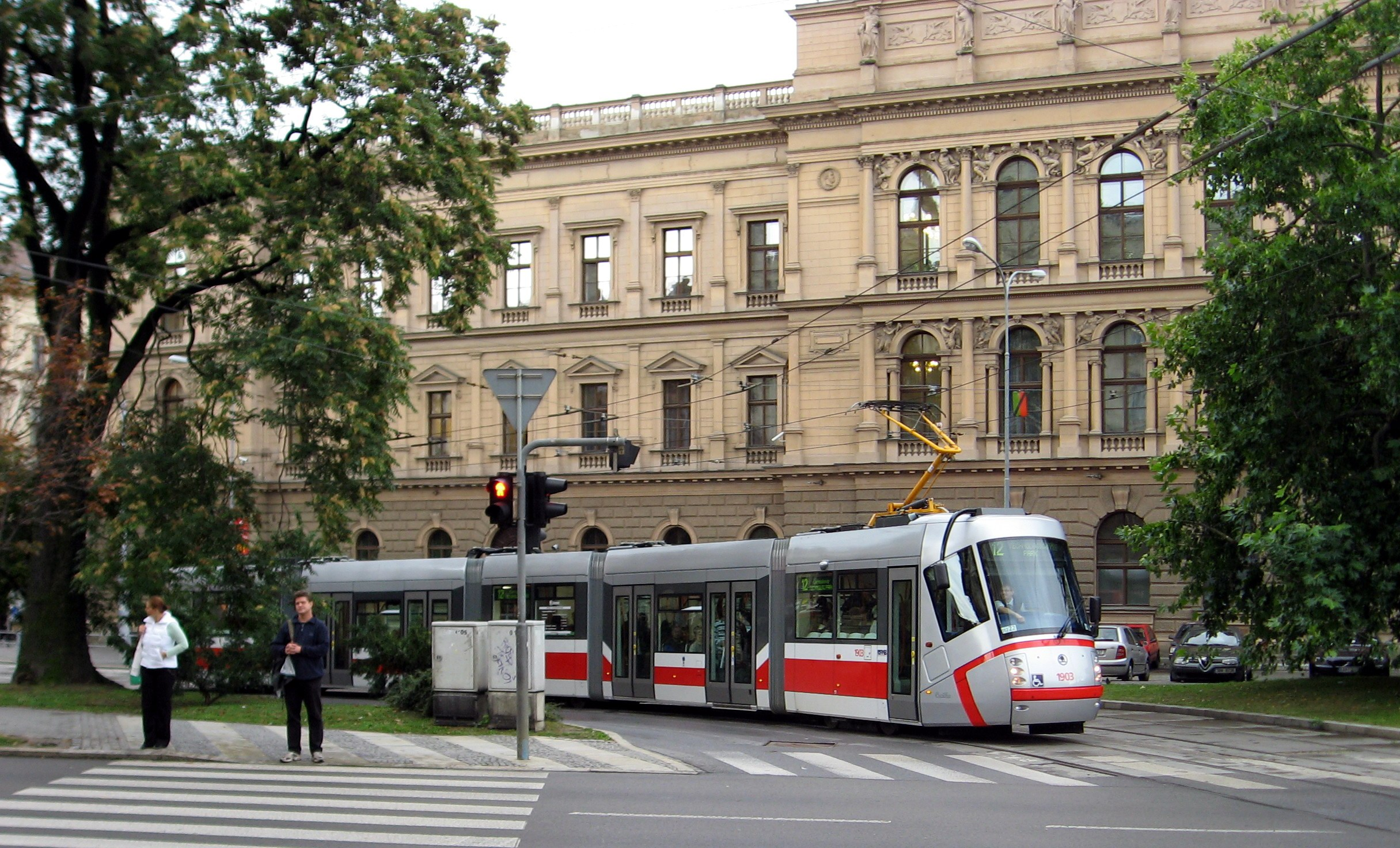
تراموای برنو

راه‌آهن این شهر با احداث راه ریلی بین برنو - وین شروع به فعالیت کرد. همچنین برنو ۲ فرودگاه فعال دارد، فرودگاه برنو که یک فرودگاه بین‌المللی است و اغلب به شهرهای لندن، آیندهوون، میلان و مسکو پروازهای روزانه دارد.

## یادداشت

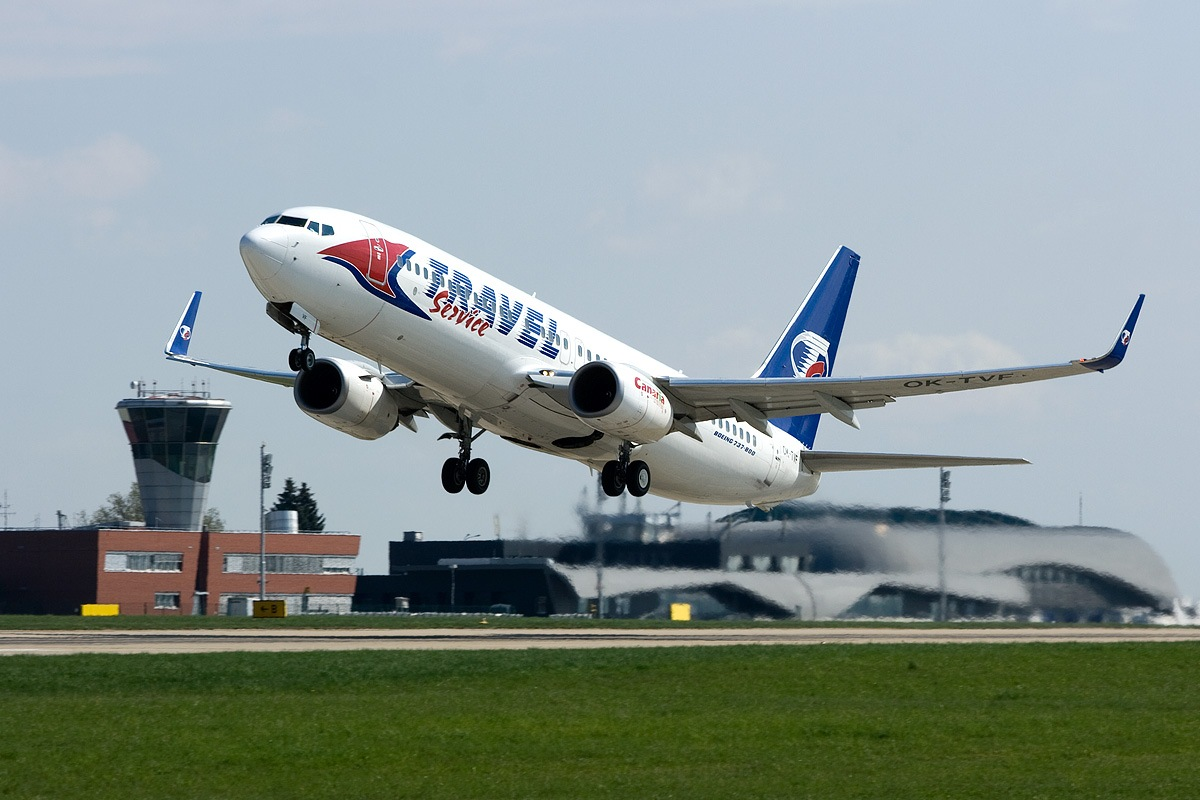
فرودگاه برنو-تورانی

1. ↑  Ignis Brunensis
2. ↑  Petrov
3. ↑  Veveří
4. ↑  Královo Pole
5. ↑  Husovice
6. ↑  CEITEC (the Central European Institute of Technology)